# مايكل ج. كارتر
مايكل جورج كارتر (1939) مستعرب بريطاني أسترالي معاصر من المهتمين بفكر سيبويه ونظريته النحوية وأستاذ فخري للغة العربية بجامعة أوسلو ومركز دراسات القرون الوسطى بجامعة سيدني.  اشتهر بأعماله في النحو العربي.  نشر كتاب تكريمي على شرفه عام 2006.  وحاز على جائزة الملك فيصل في 2022. 

## كتب
- سيبويه (صناع الحضارة الإسلامية)
- تاريخ اللغة العربية
- اللغة العربية الحديثة المكتوبة: قواعد شاملة
- مبادئ سيبويه: النحو العربي والقانون في الفكر الإسلامي المبكر (موارد في الدراسات العربية والإسلامية)